# Iver Holter
Iver Holter   (Gausdal, 13 de desembre de 1850 - Oslo, 27 de gener de 1941) va ser un compositor noruec. Va ser director i director musical de la Filharmònica d'Oslo durant un quart de segle.
Iver Paul Fredrik Holter va néixer a Gausdal, Oppland, Noruega. Els seus pares van ser Caspar Georg Holter (1812-1880), ministre, i Caroline Theodora Børresen (1818-1857). Va passar l'adolescència a Gjerpen a Skien, on va rebre lliçons de violí de l'organista alemany Friederich Wilhelm Rojahn (1820-1886). Holter havia estudiat medicina originalment, però al 1876 va canviar de carrera per convertir-se en músic. Primer estudià música amb Johan Svendsen a Copenhaguen i després a Leipzig (1876–79). Va continuar els seus estudis musicals a Berlín (1879-1881).
A la tardor de 1882, va seguir a Edvard Grieg com a director d'orquestra per a l'Orquestra Filharmònica de Bergen. A la tardor de 1886, es va convertir en director musical i director d'orquestra de la Filarmònica d'Oslo, càrrec que va mantenir durant 25 anys. Holter va suggerir la fundació d'una orquestra de la ciutat que pogués tocar a les festes municipals, als concerts i al teatre, i com a resultat d'això, l'orquestra va obtenir el suport municipal des de 1889.
Holter es va convertir en una figura central en la vida musical de la ciutat. El 1890 va fundar l'"Orquestra Oslo Bys", i va ser director de l'Associació de Música (Musikkforeningen) d'Oslo durant un quart de segle. Durant el període 1900 a 1906 va editar la revista musical "Nordisk Musik-Revue". El 1912, va ser un dels fundadors de la "Norwegian Norwegian Artists Society" (Societat Noruega d'Arts Escèniques).
Holter va compondre música per a piano, cançons i música coral, incloent una sèrie de cantates per a diversos esdeveniments importants i menors. Com a compositor, va seguir els ideals clàssic-romàntics. Entre les seves nombroses composicions destaquen una simfonia, quartets de corda, un concert per a violí, cantates, cançons i peces corals. Més notablement, va escriure música per a "Goethe Götz von Berlichingen" i per a l'obra orquestral "St. Hans Kveld".
Va ser enterrat al cementiri de "Vår Frelsers" a Oslo, Noruega.

## Treballs seleccionats
- Bagatellen für das Pianoforte. 1879
- 2 String Quartets. 1880, ?
- Vier Gesänge für eine mittlere Stimme mit Begleitung des Pianoforte. 1881
- Til Fædrelandet (cantata, text by T. Caspari). 1895
- Kantate ved den 7de store Sangerfest (text by M. Rolfsen). 1896
- Nürnberg (cantata, text by T. Caspari). 1898
- Kantate ved indvielsen af Kristiania handelsstands forenings nye hus (text by C. Dysthe). 1912
- Kristiania-Kantate (text by T. Caspari). 1924
- Olavskantate (text by T. Caspari). 1930
- Violin Concerto in A minor
- Symphony in F major